# Atrichopogon occidentalis
Atrichopogon occidentalis är en tvåvingeart som beskrevs av Wirth 1952. Atrichopogon occidentalis ingår i släktet Atrichopogon och familjen svidknott. Inga underarter finns listade i Catalogue of Life.